# Space disco
La Space disco, anche conosciuta come cosmo sound e cosmic disco, è un sottogenere della disco music sviluppatosi all'incirca tra il 1977 e il 1980.

## Definizione e caratteristiche
Sebbene, già durante gli anni settanta, l'immaginario spaziale di successi cinematografici come Guerre stellari e televisivi come Spazio 1999 avesse già ispirato lo stile musicale e visivo di alcuni artisti funk e pop-rock (ad esempio i Parliament, gli Electric Light Orchestra e i Boston), fu solo alla fine del decennio che si assistette al consolidamento della space disco. Tra gli aspetti che contraddistinguono lo stile vi sono, oltre alle sonorità elettroniche, futuristiche e ballabili, uno spiccato senso dell'umorismo, una certa sensualità e un massiccio uso del kitsch; il fine degli artisti "space" è anche quello di ricreare gli effetti sonori di elementi ricorrenti nella fantascienza (pistole laser, navi spaziali etc...)
Coerentemente con il look e le sue sonorità, le esibizioni dal vivo degli artisti space disco erano estremamente scenografiche e prevedevano un massiccio utilizzo di laser, fumi e luci stroboscopiche; nel caso di apparizioni televisive, era consuetudine sovrapporre le immagini riprese a sfondi spaziali o marziani attraverso la tecnica del chromakey. Gli artisti space disco si presentano al pubblico vestendo abiti cibernetici o tute spaziali, muovendosi a scatti come i robot o lentamente simulando assenza di gravità, truccandosi in modo pesante ed efficace per mascherare i tratti umani (ed assumere, alternativamente, quelli di un automa, di un alieno o di un astronauta) e utilizzando, nelle proprie composizioni musicali, vocoder, sintetizzatori ed effetti tecnologicamente elaborati.

## Storia
Oltre a introdurre l'elettronica e il formato della suite nella disco music, Giorgio Moroder fu il primo ad approfondire in maniera seminale il concetto di "spazio" nella musica da ballo degli anni settanta come conferma la sua Theme from "Battlestar Galactica" (1978), considerata la pietra miliare della disco fantascientifica. L'italoamericano Meco Monardo, negli stessi anni, approfondì ancor di più la stilistica, dedicando interi album a partiture di colonne sonore di film fantascientifici. Il suo successo più noto è Star Wars Theme/Cantina Band (1977), che rivisita due noti brani tratti dal primo film della saga di Guerre stellari. Altrettanto degni di nota sono i francesi Space e la cantante britannica Dee D. Jackson.
In Italia in particolare, pur non possedendo un reale significato culturale o stilistico, il cosmo sound è divenuto sinonimo di un gruppo come i Rockets, balzati ai vertici delle classifiche nel 1978 con canzoni dai toni decisamente tecnologici come On The Road Again, che immediatamente li rese popolari e interpreti delle nuove mode ispirate allo spazio, alle astronavi, agli automi, ai videogame e alle esplorazioni intergalattiche (coincidenti all'introduzione dei primi elaboratori elettronici nella vita quotidiana).
Le influenze della space disco hanno dato vita ai più disparati progetti musicali: alcuni caratterizzati da curiose denominazioni e stilisticamente contaminati dal progressive (ne è un esempio il gruppo italiano I Signori della Galassia), altri mostrando personalità di rilievo fortemente ispirate alla discomusic (tra le quali spicca la cantante Dee D. Jackson), altre ancora di stampo marcatamente elettronico (i francesi Space). Un certo successo lo ottennero anche i Ganymed, in particolare con il loro singolo It Takes Me Higher che fu utilizzato come sigla del cartone animato Gaiking, contrariamente a come avveniva per altre serie robotiche del periodo che ne avevano una scritta ad hoc, spesso di grande successo commerciale.
Figlio delle atmosfere fantascientifiche e spaziali tipiche della space disco e del krautrock, delle ritmiche della Italo disco, dell'Eurodance ma anche del synthpop, a metà degli anni 80 in Italia nascerà un nuovo filone musicale, inizialmente denominato space dance, synthdance e anche spacedisco e spacesynth (quest'ultima una definizione che godrà di una certa fortuna nei Paesi Bassi).
Più recentemente, la space disco ha ispirato un certo numero di artisti elettronici norvegesi eredi della techno, della house e dell'ambient di Biosphere tra cui Bjørn Torske, Lindstrøm, Prins Thomas, Todd Terje, Diskjokke e André Bratten.